# Diego Cuadros
Diego Alejandro Cuadros Velásquez (Chigorodó, 28 maggio 1996) è un calciatore colombiano, centrocampista del Vaca Diez.

## Carriera
Ha giocato nella massima serie dei campionati colombiano e slovacco.